# Wahl zum Schwedischen Reichstag 1920
- SSV: 7
- S: 75
- B: 19
- JR: 10
- FL: 47
- AV: 71

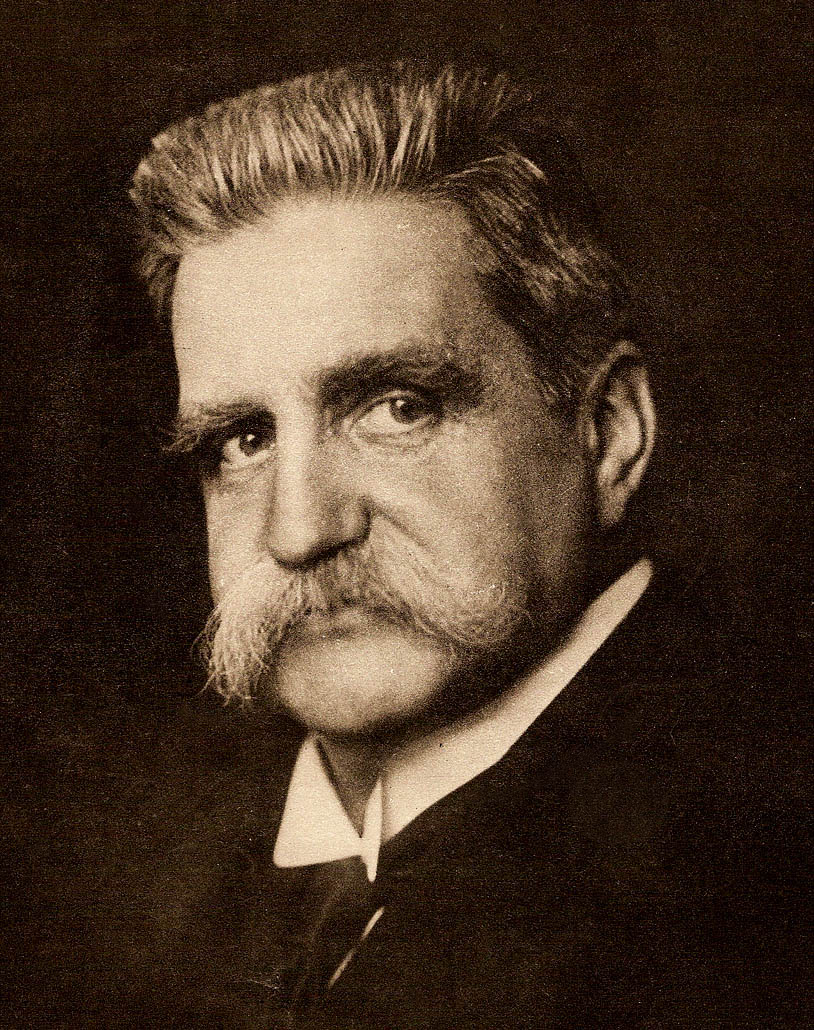
Hjalmar Branting war 1920 der erste sozialdemokratische Ministerpräsident von Schweden

Im September 1920 fand eine Wahl zur Zweiten Kammer des Schwedischen Reichstags statt. Es war die letzte Wahl in Schweden, bei der die Frauen noch kein Wahlrecht besaßen. 
| Partei                                                                            | % Stimmen | Veränderung zu 1917 |
| --------------------------------------------------------------------------------- | --------- | ------------------- |
| Sozialdemokraten Sveriges socialdemokratiska arbetareparti                        | 29,6 %    | −1,4 %              |
| Konservative Allmänna valmansförbundet (Allgemeiner Wählerbund)                   | 27,8 %    | +3,1 %              |
| Liberale Liberala samlingspartiet (Liberale Sammlungspartei)                      | 21,8 %    | −5,8 %              |
| Bauernbund Bondeförbundet                                                         | 7,9 %     | +2,6 %              |
| Sozialdemokratische Linkspartei Schwedens Sverges socialdemokratiska vänsterparti | 6,4 %     | −1,7 %              |
| Reichsverband der Landwirte Jordbrukarnas Riksförbund                             | 6,2 %     | +3,1 %              |
| Andere Parteien                                                                   | 0,3 %     | +0,1 %              |